# 馬丁冰原島峰
74°57′S 158°46′E / 74.950°S 158.767°E
馬丁冰原島峰（英語：Martin Nunataks）是南極洲的冰原島峰，位於奧次地，處於伍德山東南面17公里，美國地質調查局根據測量和該國海軍的空中照片繪入地圖，現時由南極條約體系管理。